# Třída Sutjeska
Třída Sutjeska byly ponorky jugoslávského námořnictva. Postaveny byly dvě ponorky této třídy. Dosloužily při výcviku. Vyřazeny byly v 80. letech 20. století.

## Pozadí vzniku
Ponorky byly domácí jugoslávskou konstrukcí. Postaveny byly dvě jednotky této třídy.
Jednotky třídy Sutjeska:
| Jméno          | Spuštěna | Dodání | Status    |
| -------------- | -------- | ------ | --------- |
| Sutjeska (811) | 1958     | 1960   | Vyřazena. |
| Neretva (812)  | 1959     | 1962   | Vyřazena. |

## Konstrukce
Ponorky byly vybaveny sovětskou elektronikou. Byly vyzbrojeny šesti 533mm torpédomety (čtyři v přídi a dva na zádi). Pohonný systém tvořily dva diesely Sulzer a dva elektromotory. Nejvyšší rychlost dosahovala 14 uzlů na hladině a 9 uzlů pod hladinou.